# Sainte-Lizaigne
Sainte-Lizaigne là một xã ở tỉnh Indre ở miền trung nước Pháp. Xã này có diện tích 26,36 km², dân số năm 1999 là 1160 người. Khu vực này có độ cao trung bình 128 mét trên mực nước biển.
https://youtube.com/@quanghieuho1928 Lưu trữ ngày 4 tháng 7 năm 2023 tại Wayback Machine